# Etničke grupe Kiribatija
Etničke grupe Kiribatija: 97,000 stanovnika (UN Country Population; 2008), 5 naroda.
- Britanci, 50
- Euronezijci, 1,100
- I-Kiribati, 89,000
- Mandarinski Kinezi, 90
- Tuvaluanci, 700

Ostali 5,500

## Vanjske poveznice
- Kiribati